# Olivia Ekponé
Olivia Ekponé (ur. 5 stycznia 1993) – amerykańska lekkoatletka specjalizująca się w biegach sprinterskich. W latach 2015–2017 reprezentowała Nigerię. 
Brązowa medalistka igrzysk olimpijskich młodzieży z 2010. Podczas mistrzostw świata juniorów w Barcelonie (2012) zdobyła srebrny medal w biegu na 200 metrów oraz złoto w sztafecie 4 x 400 metrów.  
Medalistka mistrzostw NCAA.
Rekordy życiowe: bieg na 100 metrów – 11,11 (18 maja 2014, Lexington); bieg na 200 metrów – 22,23 (18 maja 2014, Lexington).